# Perilitus coxator
Perilitus coxator är en stekelart som beskrevs av Sergey A. Belokobylskij 1995. Perilitus coxator ingår i släktet Perilitus och familjen bracksteklar. Inga underarter finns listade i Catalogue of Life.